# 神奈川県警女性隊員殺害事件
神奈川県警女性隊員殺害事件（かながわけんけいじょせいたいいんさつがいじけん）は、2000年（平成12年）12月4日に神奈川県警の女性隊員が刺殺された事件である。

## 概要
2000年（平成12年）12月4日、横浜市旭区四季美台のマンションで女性の悲鳴を聞いた近隣住民が110番通報した。通報を受けて駆けつけた神奈川県警旭警察署の署員がマンションの2階で神奈川県警音楽隊の女性隊員（当時28歳）が同隊員の男性警部補（当時42歳）ともみ合っているのを発見。男性警部補は署員に気付くと、女性隊員の自宅に押し入って立てこもった。
発見時、女性隊員の胸には刃渡り17cmものサバイバルナイフが突き刺さっており、救急隊が駆け付けるも出血多量で死亡が確認された。
旭警察署員らが大家から部屋の鍵を借りて被害者の自宅に入ると、被害者の部屋で男性警部補が首を吊って自殺していた。被害者の室内の炬燵の上には男性警部補が書いた遺書が計4通置かれており、男性警部補は最初から自殺するつもりだったと見られた。
被害者は2000年（平成12年）4月、クラリネット奏者として音楽隊に入隊、初めての女性奏者として活躍しており、男性警部補は被害者の指導役を務めていた。
音楽隊内では「2人が交際している」といった噂が流れており、これを知った音楽隊長が2人に事情を聞いたところ、被害者は「交際を迫られ、困っている」と話し、男性警部補も「被害者に好意を寄せている」と認めたため、音楽隊では専用バスで移動する際に2人の座席を離すなどの対応を取っていた。
また、2000年（平成12年）8月中旬には「今後、被害者とは仕事以外で会わない。トラブルを起こしたら退職する」という内容の誓約書を書かされていた。
2000年（平成12年）12月26日、神奈川県警刑事部捜査第一課は自殺した男性警部補を被疑者死亡のまま殺人容疑で横浜地検に書類送検した。また、神奈川県警は音楽隊長ら5人に対して減給処分を下した。
神奈川県警は殺人容疑で書類送検された男性警部補に対して退職金を支給したため、非難が殺到した。地方公務員法では懲戒処分の対象であっても処分前に公務員が死亡した場合の規定はないため、神奈川県警は地方公務員法に基づき被疑者死亡のため懲戒免職にできず支給せざるを得ないとした。
その後、2001年（平成13年）3月5日に横浜地検は男性警部補を被疑者死亡で不起訴処分とした。当時、神奈川県警は不祥事で非難されていたため、この事件に対する報道は一時期地元メディアで過熱した。